# 小行星4483
小行星4483（英語：4483 Petofi）是一颗围绕太阳公转的小行星。1986年9月9日，柳德米拉·卡拉季奇在克里米亚发现了此天体。
这颗小行星的绝对星等为186.19078等。